# Чарнковсько-Тшцянецький повіт
Чарновсько-Тшцянецький повіт (пол. powiat czarnkowsko-trzcianecki) — один з 31 земських повітів Великопольського воєводства Польщі.
Утворений 1 січня 1999 року в результаті адміністративної реформи.

## Загальні дані
Повіт знаходиться у північно-західній частині воєводства.
Адміністративний центр — місто Чарнкув.
Станом на 1.01.2008 населення становить 86 448 осіб, площа 1806,04 км².

## Демографія
Демографічні дані повіту станом на 30.06.2005:
|       | Всього | Всього | Жінки  | Жінки | Чоловіки | Чоловіки |
| ----- | ------ | ------ | ------ | ----- | -------- | -------- |
|       | осіб   | %      | осіб   | %     | осіб     | %        |
| Повіт | 86 142 | 100    | 43 673 | 50,7  | 42 469   | 49,3     |
| Міста | 40 560 | 100    | 21 064 | 51,9  | 19 496   | 48,1     |
| Села  | 45 582 | 100    | 22 609 | 49,6  | 22 973   | 50,4     |